# Scarabaeus bonellii
Scarabaeus bonellii är en skalbaggsart som beskrevs av Macleay 1821. Scarabaeus bonellii ingår i släktet Scarabaeus och familjen bladhorningar. Inga underarter finns listade i Catalogue of Life.

## Bildgalleri

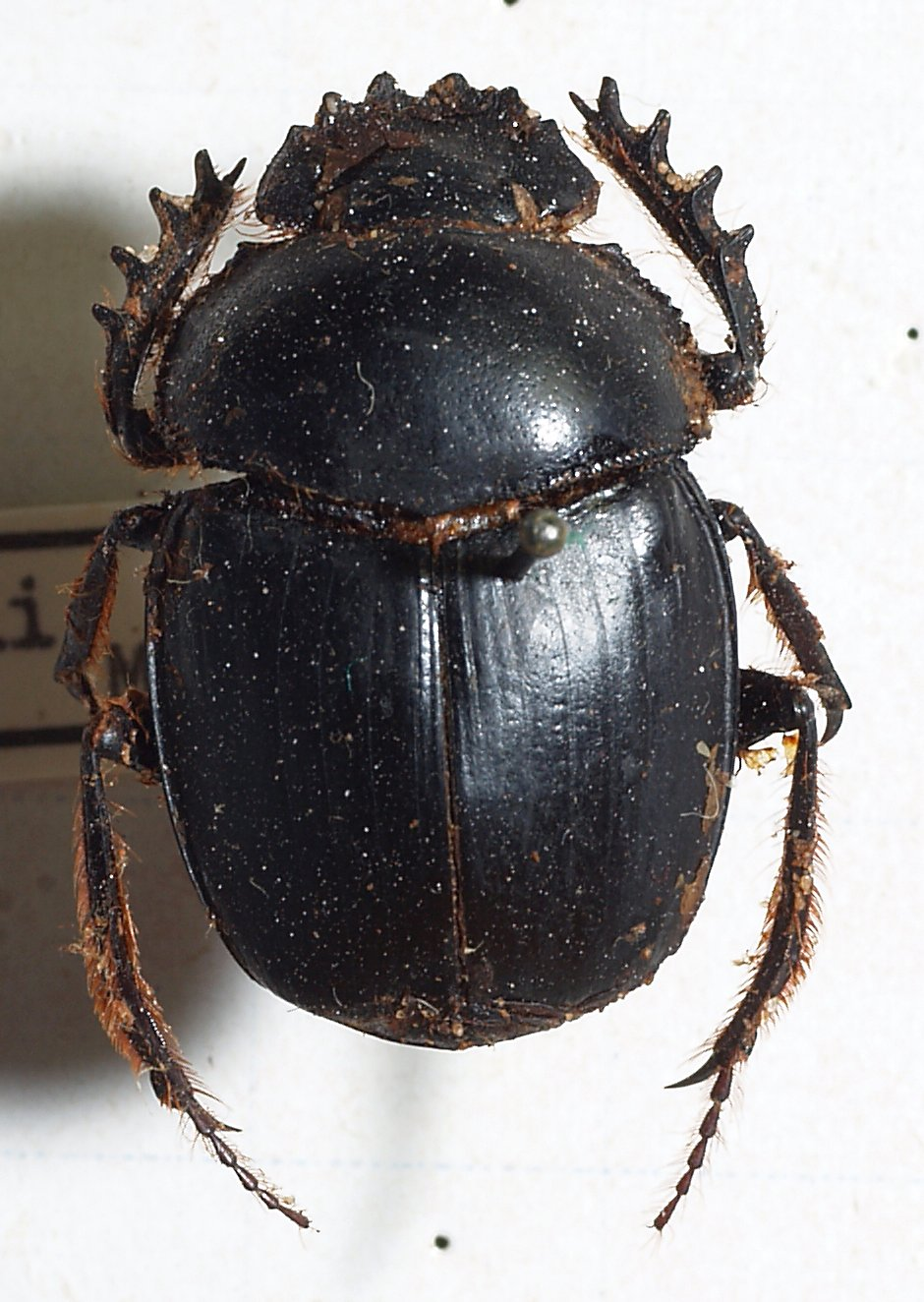